# Theridion durbanicum
Theridion durbanicum är en spindelart som beskrevs av Lawrence 1947. Theridion durbanicum ingår i släktet Theridion och familjen klotspindlar. Inga underarter finns listade i Catalogue of Life.